# Tristan Loy
Tristan Loy (11 mei 1973, Vannes, Frankrijk) is een Frans inline-skaten, langebaan- en marathonschaatser uit Bretagne. Na zijn sportieve carrière werd hij bondscoach van het Franse langebaanschaatsen.

## Marathon
In 2000 won hij de marathon van Hamburg op inline-skates met een tijd van 1:08.26. In 2004 begon Loy met schaatsen en verraste meteen door een jaar later derde te worden bij de Alternatieve Elfstedentocht in Oostenrijk. Voor deze prestatie kreeg hij de Willem Poelstra Memorial uitgereikt. In 2007 won hij de Wereldbeker marathonschaatsen. In het seizoen 2008/2009 won hij het Open NK marathon op natuurijs dat op de Weissensee bij Techendorf in Oostenrijk plaatsvond. Jarenlang was hij een van de weinige niet-Nederlandse schaatsers in het marathoncircuit. Hij schaatste onder meer voor de marathonschaatsploegen van Jorritsma Bouw (2005/2006), BAM (2006-2008) en Adformatie (2008-2010).

## Langebaan
Tristan Loy was naast marathonschaatser ook langebaanschaatser, met name op de 10.000 meter deed hij redelijk mee op internationaal niveau. Op het WK afstanden 2007 in Salt Lake City werd Loy elfde. Een jaar later in Nagano werd hij twaalfde. Loy was ook enkele jaren houder van het nationaal record op de 10.000 meter tot Alexis Contin op de Olympische Spelen 2010 het record verbrak.
Op de ploegenachtervolging maakte Loy van 2005 tot 2010 standaard deel uit van het Franse team, hij komt derhalve terug in de eindklassementen van de wereldbeker van 2006, 2007, 2008, 2009 en 2010. Voor het seizoen 2010/11 werd hij vervangen door Benjamin Macé.

### Persoonlijke records
| Afstand     | Tijd     | Datum            | Baan           |
| ----------- | -------- | ---------------- | -------------- |
| 500 meter   | 44,37    | 3 januari 2005   | Davos          |
| 1500 meter  | 2.04,76  | 7 januari 2006   | Davos          |
| 3000 meter  | 4.06,78  | 7 januari 2006   | Davos          |
| 5000 meter  | 6.35,64  | 19 november 2005 | Salt Lake City |
| 10000 meter | 13.14,92 | 2 december 2007  | Kolomna        |